# Рулін Петро Іванович
Петро́ Іва́нович Ру́лін  (28.08.1892, Київ — 23.12.1940, Магадан) — український театрознавець і педагог.

## Біографія
Батьки: шведський підприємець Іван Рулін (Johan Fredric Ruhlin) та Клавдія Вікторівна Григорович-Барська, праправнучка Івана Григоровича Григоровича-Барського.
Дружина — Лідія Миколаївна. Дочка — Ірина (1917 р.н.)
Закінчив філологічний факультет Київського університету, професор історії українського і світового театру в Музично-Драматичному Інституті імені М. В. Лисенка (1920—1934) та директор Київського державного музею театральното мистецтва УРСР (1926—1936); редактор «Річника українського театрального музею» (1930).
Заарештований органами НКВС СРСР, доведений до смерті у в'язниці. Посмертно реабілітований.
Рулін досліджував історію українського театру та українську драму, драматичну творчість Тараса Шевченка, Пантелеймона Куліша, Марка Кропивницького, Михайла Старицького та театральну діяльність Марії Заньковецької, Миколи Садовського, Ганни Борисоглібської, Леся Курбаса.

## Праці
- Українська пісня в старовинному російському співанику // Записки історично-філологічного відділу ВУАН. За головним редагуванням А. Кримського. Кн. IV. (1924); Всеукраїнська академія наук. — Київ: З друкарні Всеукраїнської академії наук, 1924. — С. 148—199.
- «Студії з історії українського театру (1917—1924)» (ЗІФВ УАН, т. V, 1925),
- «На шляхах до нового українського театру: Польський театр у Києві 1816 року» (ЗІФВ УАН, т. VII—VIII, 1926),
- «Рання укр. драма» (ред. і ст. «Котляревський Іван Петрович | Котляревський і театр його часу», 1927),
- «М. К. Заньковецька» (1928),
- «Життя і творчість М. Л. Кропивницького» // Кропивницький М. Твори. — К., 1929.- Т. 1.та ін.;

Численні ст. і рецензії в, журн. 1972 вийшла зб. «На шляхах революційного театру», там же бібліографія праць Руліна.